# 明缅战争
明缅战争是16世纪中至17世纪初明朝与缅甸东吁王朝之间爆发的一场战争，战争以原属明朝云南的孟养、木邦等土司歸屬缅甸而告终。

## 背景
1381年（洪武十四年），朱元璋派大将沐英出击云南，击败忠于元朝的梁王把匝剌瓦爾密势力后，沐英被封作黔国公世镇云南，明军将云南纳入版图。
同时明廷在云南“外围”设有六个松散的土司宣慰司，即孟养宣慰司（辖境相当今缅甸八莫，伊洛瓦底江以西，那伽山脉以东地区，治所在今缅甸孟养）、木邦宣慰司（辖境相当于今缅甸掸邦东北部地区，治所在今缅甸兴威）、缅甸宣慰司（即缅甸阿瓦王朝，曾臣属于明王朝，其地在木邦以西，孟养以南，今缅甸曼德勒为中心的伊洛瓦底江中游地区）、八百宣慰司（即蘭納王國，其地在今缅甸掸邦东部和泰国清迈地区）、车里宣慰司（辖境相当于今中国云南西双版纳）、老挝宣慰司（其地在今境内）。这些宣慰司在公元1446年形成三宣六慰，即南甸、干崖、陇川三宣抚司，和车里、缅甸、木邦、八百、孟养、老挝六慰。

## 战争
1550年，缅甸东吁王朝莽應龍即位，逐步统一缅甸全境，不断进攻明屬土司。至1566年吞并了八百、老挝和车。万历初年，又攻占了木邦、蛮莫、陇川、孟养等司，至此“三宣六慰”全部落入东吁手中。明朝出兵反击，收复了部分失地，并加强了边区的防守。除云南境内的车里外的六慰都已为东吁所有。
1573年（万历元年），江西抚州人岳凤來到陇川经商，结识了陇川宣抚使多士宁，成為了多士宁的妹夫（一说为女婿），並擔任宣抚司记室，結果岳凤卻殺死多士宁。後來岳凤逃到缅甸，與缅甸木邦土司兵一起攻打陇川，多士宁的子女逃入保山。万历四年（公元1576年），岳鳳又追杀多士宁妻子及子女，拿到了陇川宣抚司的印信並投靠緬甸东吁王朝，緬甸國王封岳凤为陇川宣抚使。
1581年（万历九年），缅王莽应龙死去，其子莽应里（南达勃因）继承王位，他继承王位后配合岳凤等云南土司势力向北扩张。1582年（万历十年），岳凤、曩乌父子又逃到缅甸，讓緬甸派遣数万軍隊攻打陇川。明朝下令南京中军刘铤擔任腾越游击，武靖参将邓子龙擔任永昌参将，各率兵5000余人進攻岳鳳。1583年（万历十一年）正月，缅军攻占施甸，进攻顺宁、盏达，所到之处烧杀抢掠。明廷立刻派刘綎和邓子龙率领明军进行抵抗，明军在当地土司武装的配合下，在姚关以南的攀枝花大破缅军，取得攀枝花大捷。明军乘胜追击，邓子龙率领军队军队收复了湾甸、耿马。而刘缀率领军队长驱直入，占领了陇川，俘虏缅甸丞相岳凤。岳凤投降后，缅甸军队一触即溃，明军一路收复了蛮莫、孟养和孟連，孟密土司也宣布内附，阿瓦缅甸守将莽灼也投降了明廷。
1584年（万历十二年）五月，缅甸军队再次進攻明朝，攻占孟密，包围五章。明军把总高国春又率军击败了缅甸的入侵。自此缅甸东吁王朝的势力被赶出木邦、孟养、蛮莫等土司地区，叛明投缅的岳凤被押送京师处死，边境地区的土司纷纷重新归顺明王朝。至此明王朝的反攻取得了阶段性胜利，但是战争并没有至此结束。
1585年（万历十三年）开始，明朝土地继续被缅甸蚕食。至1604年（万历三十二年），缅甸军已攻占了包括孟养在内的大片明朝国土。最后一次战争在1606年（万历三十四年）爆发。就在这一年，缅王阿那毕隆集中军队进攻木邦，由于明军增援的大军迟迟不到，木邦失守。阿那毕隆攻佔木邦后即挥师南下，再一次进行统一缅甸的战争。
明朝政府也没有再收复失地。由于明朝对这些地区都是羁縻统治，因此缺乏收复意愿，明缅战争就这样结束了。1659年，南明与缅甸有过战争。